# Мороз Сергій Петрович
Сергій Петрович Мороз (1993—2022) — старший солдат Збройних Сил України, учасник російсько-української війни, який загинув під час російського вторгнення в Україну.

## Життєпис
Народився 13 жовтня 1993 року у м. Корсунь-Шевченківський на Черкащині. Навчався у спочатку в місцевій 5-ій школі. Після 9 класу вступив до Корсунь-Шевченківського професійного аграрного ліцею, здобув спеціальність водія-тракториста. Навчався у Львівському національному університеті імені Івана Франка механіко-математичному факультеті. 
З перших днів повномасштабного вторгнення росії в Україну в 2022 році був мобілізований до лав Збройних сил України. Його підрозділ стояв на обороні Київщини, а сам боєць брав участь у міжнародних військових навчаннях. Служив старшим солдатом, стрільцем — зенітником зенітно-ракетної батареї 72-ї окремої механізованої бригади імені Чорних Запорожців. Загинув 29 липня 2022 року внаслідок отриманих поранень несумісних із життям в результаті здійснення противником ракетного обстрілу на біля с. Кодема під Бахмутом Донеччині.
Похований із почестями у с. Гарбузин Корсунь-Шевченківськиого району на Черкащині.

## Нагороди
- орден «За мужність» III ступеня (7.11.2022) (посмертно) — за особисту мужність і самовіддані дії, виявлені у захисті державного суверенітету та територіальної цілісності України, вірність військовій присязі.[3]